# Uhrovské Podhradie
Uhrovské Podhradie (ungarisch Zayváralja – 1892–1907 Zaypodhragy, älter nur Podhrágy) ist eine Gemeinde im Westen der Slowakei mit 43 Einwohnern (Stand 31. Dezember 2024), die zum Okres Bánovce nad Bebravou, einem Teil des Trenčiansky kraj, gehört.

## Geographie
Die Gemeinde befindet sich im südlichen Teil des Gebirges Strážovské vrchy am Bach Podhradský potok. Das Ortszentrum liegt auf einer Höhe von 340 m n.m. und ist 13 Kilometer von Bánovce nad Bebravou entfernt.
Nachbargemeinden sind Žitná-Radiša im Westen und Norden, Omastiná im Nordosten, Nitrianske Rudno, Diviaky nad Nitricou und Diviacka Nová Ves im Osten, Nitrianske Sučany im Südosten und Uhrovec im Süden.

## Geschichte

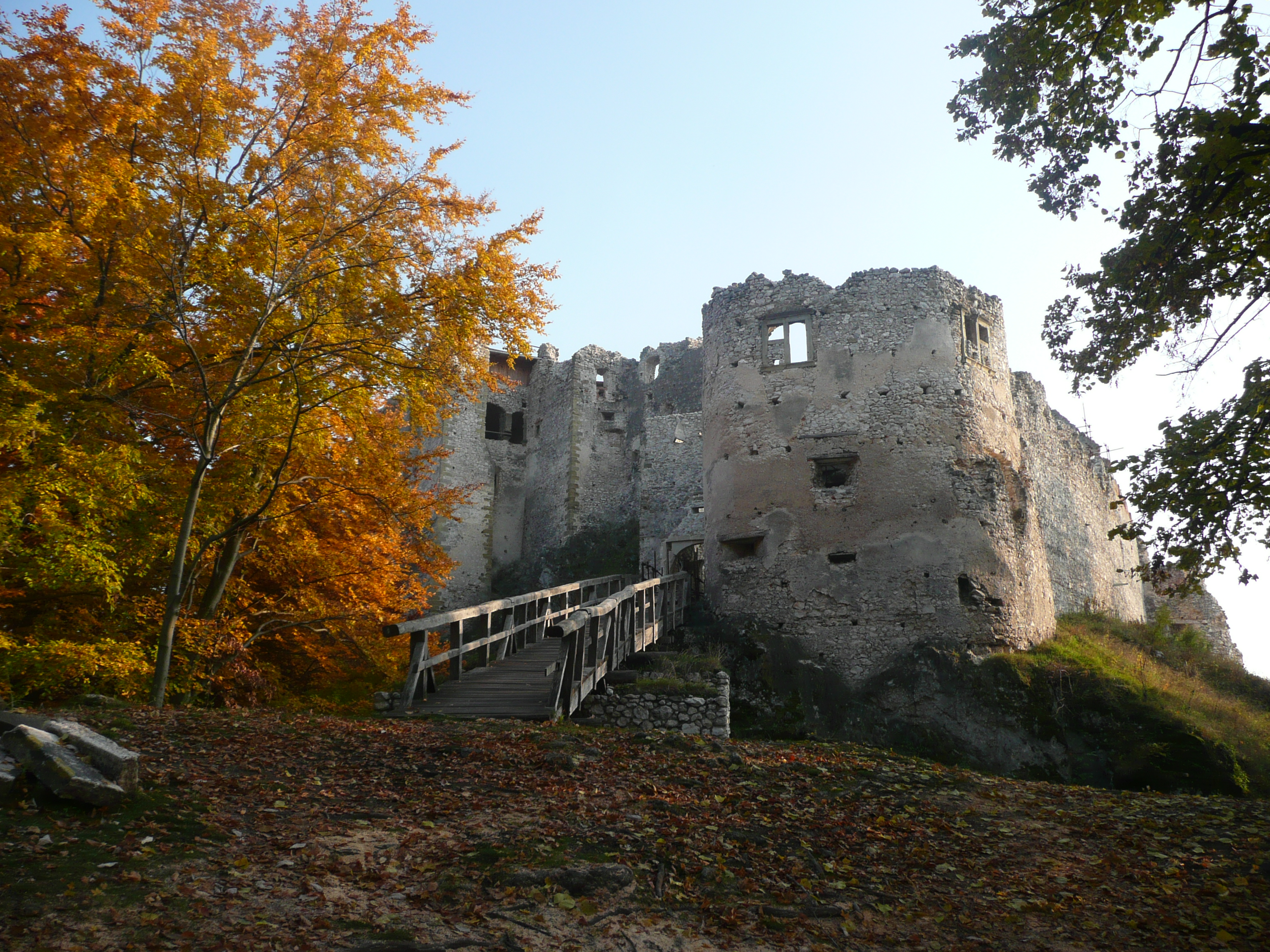
Ruinen der Burg Uhrovec

Die Geschichte des Ortes ist eng mit jener der Burg Uhrovec verknüpft. Die Burg wurde bereits 1295 schriftlich erwähnt, der unterhalb der Burg liegende Ort hingegen erst 1481 als Podhradye. 1598 gab es einen Richter und vier Häuser im Ort. 1720 hatte die Ortschaft neun Steuerpflichtige und 87 Einwohner, die als Landwirte und Waldarbeiter beschäftigt waren.
Bis 1918 gehörte der im Komitat Trentschin liegende Ort zum Königreich Ungarn und kam danach zur Tschechoslowakei beziehungsweise heute Slowakei.

## Bevölkerung
| Jahr                | 1994 | 2004     | 2014     | 2024   |
| ------------------- | ---- | -------- | -------- | ------ |
| Anzahl der Personen | 66   | 46       | 40       | 43     |
| Unterschied         |      | −30,30 % | −13,04 % | +7,5 % |

| Jahr                | 2023 | 2024    |
| ------------------- | ---- | ------- |
| Anzahl der Personen | 42   | 43      |
| Unterschied         |      | +2,38 % |

Nach der Volkszählung 2011 wohnten in Uhrovské Podhradie 39 Einwohner, davon 37 Slowaken und ein Tscheche. Ein Einwohner machte keine Angabe zur Ethnie.
22 Einwohner bekannten sich zur Evangelischen Kirche A. B., 13 Einwohner zur römisch-katholischen Kirche. Vier Einwohner waren konfessionslos.

## Bauwerke und Denkmäler
- Ruinen der Burg Uhrovec oberhalb des Ortes